# Spominski znak Kanal
Spominski znak Kanal je spominski znak Slovenske vojske, ki je namenjen osebam, ki so junija 1991 aktivno sodelovale pri pripravi, zavarovanju in izvedni prevoza orožja iz pristanišča Koper v Kočevsko Reko.
Znak je bil ustanovljen 24. februarja 1998.

## Opis
Spominski znak ima obliko ščita in je temno modre barve. Znak ima na zgornjem delu z zlatimi črkami napisano KANAL, na spodnjem delu pa datum 20.6.1991. Na sredini znaka je pozlačena tovorna ladja. (Odredba št. 960-017/98 ministra za obrambo RS)

## Nosilci
- seznam nosilcev spominskega znaka Kanal